# Hedwig Lohß

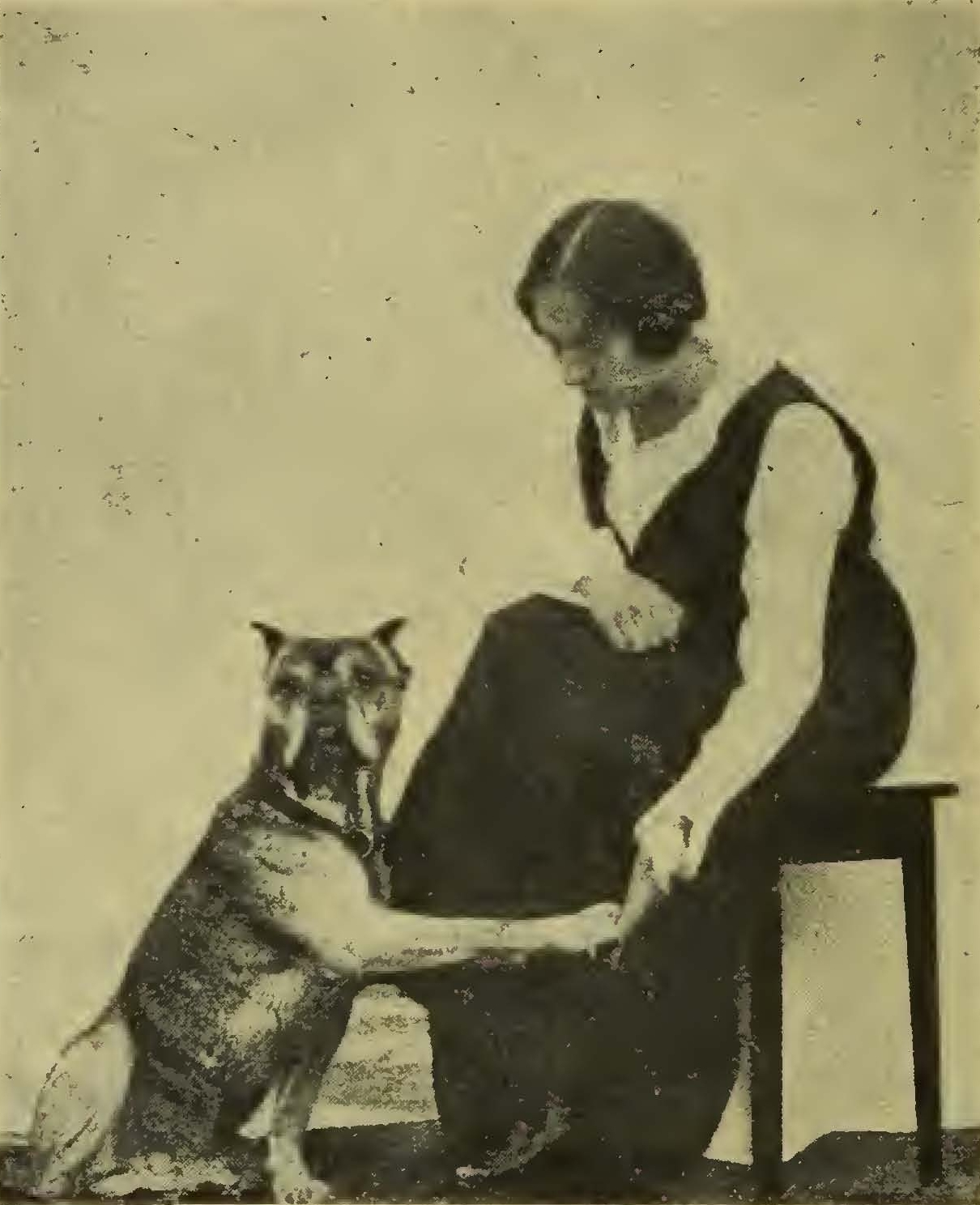
Hedwig Lohß mit ihrem Boxer Seppl, 1917

Hedwig Lohß, verheiratet Hedwig Staiger-Lohß (* 4. März 1892 in Stuttgart; † 12. Februar 1986 ebenda) war eine deutsche Schriftstellerin. Sie verfasste von 1920 bis 1976 zahlreiche Bücher, hauptsächlich Tier-, Kinder- und Jugendbücher, die zu ihrer Zeit sehr beliebt und erfolgreich waren. Heute sind ihre Werke vergriffen, und die Schriftstellerin selbst ist fast vergessen.
Hedwig Lohß zeichnete sich durch eine große Tierliebe aus. In ihrem Haus hielt sie beständig Hunde, Katzen und andere Kleinsäuger, aber auch Vögel, Kriechtiere und Amphibien. Ihre Mitmenschen schätzten sie als „Tiermutter“, die hilflose Tiere wieder aufpäppelte. Die Beobachtung ihrer Haustiere bildete die Grundlage für ihre Tierschilderungen.

## Leben

### Herkunft
Hedwig Lohß war jüngstes von fünf Kindern. Ihr Vater Wilhelm Lohß (1845 bis etwa 1925) stammte aus einer Kaufmannsfamilie in Welzheim und war Angestellter, ab 1906 Prokurist bei dem Bankhaus Stahl & Federer in Stuttgart. Ihre Mutter stammte aus Sulzbach am Kocher und war Tochter eines Forstmeisters.
Die Familie Lohß wohnte in der Calwer Straße 24, in einem der beiden Häuser, in denen das Bankhaus Stahl & Federer residierte. Als das „schöne alte Patrizierhaus“ einem Neubau weichen musste, mietete die Familie 1909 eine Wohnung in der Calwer Straße 15.

### Ausbildung
Von 1898 bis 1908 besuchte Hedwig Lohß das Katharinenstift, eine zehnklassige höhere Mädchenschule in Stuttgart, anfangs noch in der Friedrichstraße 34, ab 1903 in dem heutigen Gebäude in der Schillerstraße 5. In ihren Lebenserinnerungen Durchs Guckfenster schrieb sie 1972:

„Es hat mir gerade noch gereicht, die erste Schulzeit im ‚Alten Kathrinenstift’ zu verbringen. Somit sind meine Kinderfüße vier Jahre lang historische Treppen und Gänge hinauf- und hinuntergesprungen und im Schulhof über zwar recht holperiges, aber ebenfalls altehrwürdiges Pflaster gelaufen.“

Über ihre Tätigkeit in den ersten Jahren nach dem Abschluss der Schule ist nichts bekannt. Jahre später hatte die „Tiernärrin“ „die vermessene Idee, ‚Zoologin’ zu werden“, wie sie in ihren Erinnerungen Kreuz und quer durch acht Jahrzehnte von 1976 schreibt. Im Wintersemester 1916/1917 begann sie an der Landwirtschaftlichen Hochschule Hohenheim das Studium der Zoologie. Diese Angabe ist durch einen Aufsatz ihres Professors Heinrich Ernst Ziegler von 1920 bezeugt, in ihrem Erinnerungsbuch gibt sie jedoch an, dass sie erst nach dem Zweiten Weltkrieg mit dem Studium begonnen habe. Wann und warum sie das Studium aufgab, ist nicht bekannt.

### Tierliebe
Hedwigs Eltern kamen beide aus ländlich geprägten Gegenden und liebten die Natur, die sie in Stuttgart entbehren mussten. Die Mutter war eine Tiernärrin wie ihre Tochter, und in den Mietwohnungen in der Calwer Straße wimmelte es von Haustieren. Drei Jahre lang konnte die Familie im Sommer aus der Enge ihrer Stadtwohnung in einen Pachtgarten auf der Gänsheide entfliehen, bis das Gebiet zu Baugrund umgewidmet wurde.
Hedwig Lohß war eine christlich gesinnte, mitfühlende Frau. Sie liebte Menschen – und Tiere, die sie fast als gleichberechtigte Lebewesen ansah. Sie war in der Nachbarschaft als jederzeit hilfsbereite „Tiermutter“ bekannt. Obwohl sie schon als Kind immer wieder ein paar Tierchen in ihrer Obhut hatte (Meerschweinchen, Fische, Eidechsen, Hase, Katze, Igel), war doch ihr heißester Kinderwunsch ein Hund. Ihr Motto war, wie sie sagte, der Ausspruch von Friedrich Theodor Vischer:

„Ohne Hund wär’s doch nix auf der Welt!“

Jedoch auch ihre dringlichsten Weihnachtswunschzettel konnten die Eltern nicht erweichen. Schließlich kam doch ein Hund in die Familie, Flock, ein weißer Foxterrier. Als dieser nach einem Jahr abgegeben werden musste, schloss sie sich an Leo an, der in ihrem Elternhaus als Wachhund des Vermieters lebte. Der schwarze Rottweiler beglückte das junge Mädchen ein paar Jahre lang, bevor er zum Opfer eines Hundeschlächters wurde. Flock und Leo folgte der Sepp, ein Boxer, der um 1909 als kleines Baby in Hedwigs Obhut kam. Nach dem Zweiten Weltkrieg war ihr der Rauhaardackel Bastel für 12 Jahre lang ein guter Kamerad.

### Autorin
Bevor Hedwig Lohß als Schriftstellerin an die Öffentlichkeit trat, veröffentlichte sie von 1914 bis 1917 in dem Schwäbischen Bilderblatt etwa 30 Fotografien mit Kinder- und Tiermotiven, Reisefotos und Schnappschüsse von der „Heimatfront“ (siehe #Fotografie). 1920 kam ihr erstes Buch heraus, Die Arche Noah, in der sie ihre Erlebnisse mit ihren Haustieren schilderte. Es folgten, meist Jahr für Jahr, ein oder mehrere Bücher und kleine Erzählungen, nicht nur Tierbücher, sondern auch Kinder- und Jugenderzählungen, Kindersachbücher, Märchen, Sagen und Legenden. Nur im Zweiten Weltkrieg pausierte sie einige Jahre.
Von 1926 bis 1933 lieferte Hedwig Lohß 35 Beiträge für die Zeitschrift Der Schwäbische Jugendfreund, eine Wochenbeilage der Württemberger Zeitung. Dazu gehörten Tier-, Kinder- und Jugenderzählungen, Gedichte und Spielszenen. Es ist nicht bekannt, ob sie auch vor und nach dieser Zeit Mitarbeiterin von Zeitschriften war.

### Heirat
Um 1922 heiratete Hedwig Lohß den Architekten Alfred Staiger (1893–1962), der von 1920 bis 1922 in Stuttgart studiert hatte. Hedwig Lohß nahm den Ehenamen Staiger-Lohß an, als Schriftstellerin verwendete sie weiterhin ihren Mädchennamen. Das Ehepaar wohnte zusammen mit Hedwigs Vater, der um 1925 starb (die Mutter war wohl schon früher gestorben), in der Calwerstraße 15. 1930 baute das Ehepaar ein bescheidenes Haus im Straußweg 37 auf der Gänsheide in Stuttgart. Das Haus war eine zweistöckige Doppelhaushälfte mit etwa 100 Quadratmetern Grundfläche auf einem Grundstück von etwa 5 Ar. 
Auch heute noch liegt das Haus in ruhiger Lage im Grünen, nur erreichbar durch eine schmale Sackgasse. Aus der Ehe gingen drei Kinder hervor, der älteste Sohn Gottfried „Götz“ Staiger (1923–1999), die Tochter Christel (* um 1923) und der Sohn Uli (* um 1931).

### Lebensabend

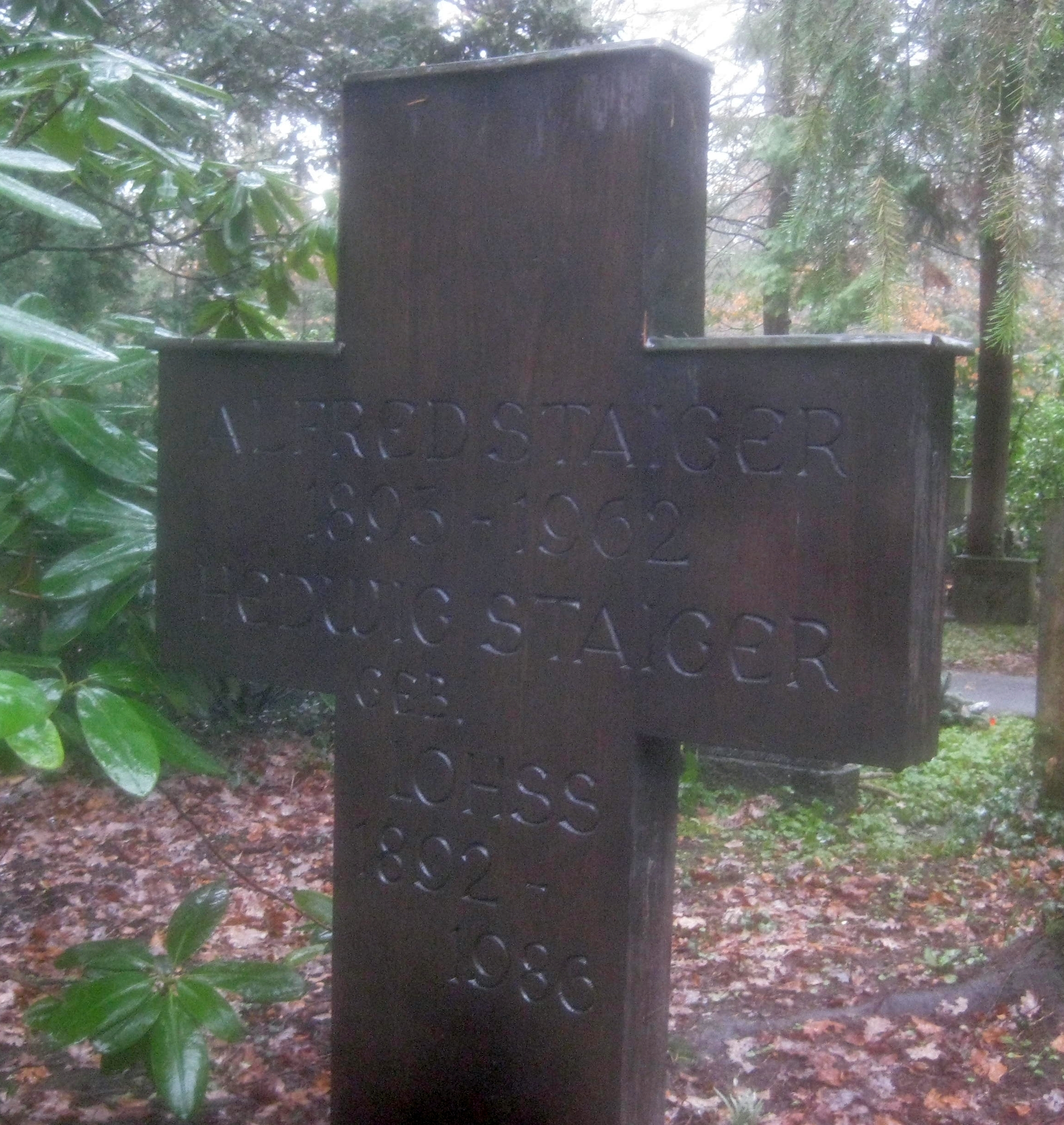
Grab von Hedwig Lohß auf dem Waldfriedhof Stuttgart.

Bevor ihr letztes Lebensjahrzehnt anbrach, veröffentlichte Hedwig Lohß in den 1970er-Jahren noch drei Bücher mit Lebenserinnerungen. Auch an der tatkräftigen Frau gingen die Jahre nicht spurlos vorbei. Als sie schon über 70 Jahre alt war und wieder einmal Kinder hilflose Tiere zu ihr brachten, die sie retten sollte, sagte sie zu ihnen:

„Ja, die Frau mit den Tieren, die bin ich schon! Aber seht einmal, liebe Kinder, ich bin nun alt geworden, über siebzig Jahre! Ich habe, trotz meines Alters, immer noch eine Menge zu tun und muß mich plagen und mühen, daß ich mit allem, was jeder Tag an Arbeit mit sich bringt, fertig werde!“

Mit 84 Jahren zog sie sich aus dem Leben als Schriftstellerin zurück. Sie konnte auf ein Lebenswerk von etwa 40 Büchern und 30 kleineren Werken zurückblicken.
Hedwig Lohß starb am 12. Februar 1986 im Alter von fast 94 Jahren in Stuttgart. Sie wurde auf dem Waldfriedhof Stuttgart in Abteilung 5e begraben. In dem Familiengrab liegen auch ihr Mann Alfred Staiger und ihr Sohn Gottfried Staiger.
Hedwig Lohß war Hausfrau und Mutter gewesen, Tierpflegerin, Gärtnerin, Fotografin und nicht zuletzt Schriftstellerin. Als 82-Jährige hatte sie einmal halb scherzhaft die Summe ihres Lebens gezogen:

„O, die schlampige Hausfrau, die so oft am Schreibtisch saß oder mit dem Fotoapparat auf Tierfang ging oder bei den Eidechsen im Garten hockte, statt ihre Schränke sauber aufzuräumen und abzuschließen …“

Obwohl sie mit ihren Geschichten eine Unzahl von jungen und älteren Lesern erfreute, sind ihre Bücher heute vergriffen. Auch sie selbst ist fast vergessen. Bisher erschien keine Monographie, nicht einmal ein Aufsatz, der sich mit ihrem Leben und Werk befasst.

### Familie
In Stuttgart wohnte auch ein Bruder von Hedwigs Vater, Eduard Lohß, der einen Großhandel für Goldwaren und Uhrketten betrieb. Ein anderer Bruder, Ernst Julius Lohß, den die Familie öfter besuchte, wohnte in Beutelsbach.
Die beiden Brüder von Hedwig waren 8 bzw. 20 Jahre älter als sie. Eine ihrer beiden Schwestern war die fast 10 Jahre ältere Gretel Schulte geb. Lohß (1883–1953). Sie besuchte ab 1889 das Katharinenstift und absolvierte von 1899 bis 1901 den zweijährigen Lehrgang des Höheren Lehrerinnenseminars an dem Stift. Anschließend nahm sie eine Stelle als Hauslehrerin einer deutschen Familie in Spanien an und heiratete 1905 den Kaufmann Hans Schulte. Sie starb 1953 in Argentinien, wo sie die letzten vier Jahre ihres Lebens mit ihrer Familie gelebt hatte.

### Ehrung
In Stuttgart-Stammheim ist im Neubaugebiet Langenäcker-Wiesert eine Straße nach Hedwig-Lohß benannt.

## Werk
Hedwig Lohß schrieb hauptsächlich Tier-, Kinder- und Jugendbücher, daneben brachte sie auch Bücher mit Märchen, Sagen und Legenden heraus, eine populäre Geschichte der Stadt Stuttgart, Kindersachbücher, Spielebücher, Gedichte und einige biographische Skizzen.
Ihre Tierschilderungen und Erzählungen zeugen von ihrer Beobachtung von Menschen und Tieren. Ihr „Anschauungsmaterial“ waren ihre Haustiere und ihre eigenen Kinder, mit denen sie wohl die Wirkung ihrer Erzählungen und ihre Spiel- und Bastelanleitungen erprobte.
Hedwig Lohß besticht durch ihre charmante Erzählweise. Spannend und erfrischend lässt sie den Leser teilhaben am Leben mit ihren Tieren. Ihre Tierschilderungen wirken nie oberlehrerhaft, sondern strahlen ihre Tierliebe und das eigene Erleben wieder. Ihre Kinder- und Jugenderzählungen sind einfühlend und glaubhaft, auch wenn die Autorin manchmal ein klein wenig Herrgott spielt, um eine glückhafte Wendung herbeizuführen. Sie bezieht die Leser mit ein, wenn sie sich mitten in einer Erzählung an jene wendet, zum Beispiel: „Lacht meinetwegen, wenn ihr wollt“ oder „Habt ihr so etwas Schönes schon einmal erlebt?“ Auch kann sie mitten im Erzählfluss das Wort an einen ihrer gestorbenen Hunde richten:

„Es tut gut, von dir zu sprechen, dich ganz so, wie du warst, wieder lebendig werden zu lassen. An die vielen schönen Stunden zu denken, in denen du neben mir hergesprungen bist auf deinen wackeren, zuverlässigen krummen Pfoten, zwölf Jahre lang.“

Sie scheut sich nicht, auch ganze Sätze auf Schwäbisch in ihre Erzählungen einzuflechten, obwohl viele ihrer Leser diese Mundart wohl nicht verstehen. Und immer wieder kommen alte, kaum mehr bekannte Ausdrücke vor, etwa „marfelweiß“ und „pfludern“, oder schwäbische Spezialausdrücke, etwa „hehlingen“ und „vergraten“. Manchmal, wenn’s gar zu happig kommt, fügt sie auch eine Erklärung hinzu, etwa: „‚Dawald’ – was Tannwald heißen soll“. Als Schwäbin nutzt sie auch gerne das Stilmittel der Verniedlichung, zumal sie kindliche Leser dabei im Auge hat, etwa: „Das Mäuslein hat ein weiches graues Fellchen und kluge schwarze Äuglein“. Der oft menschliche Blick auf die Tiere führte sie zu Wendungen wie „eine hübsche bunte Taubendame“ oder „unverheiratete Taubendamen“, „Hundeliebespaar“ oder „Hundemännerwelt“.

## Werkverzeichnis

### Bücher
Die Liste von Hedwig Lohß’ Büchern enthält nur die Erstausgaben.
| Spaltenlegende und Spaltensortierung |                                                      |
| Legende |                                                      |
| \| [Jahr] \| Fehlende Jahresangabe ergänzt. \| \| Ort \| Bei mehreren Orten wird nur ein Ort angegeben. \| \| Verlag \| Bei mehreren Verlagen wird nur ein Verlag angegeben. \| |                                                      |
| Sortierung |                                                      |
| - Eine Spalte sortieren: das Symbol im Spaltenkopf anklicken. - Nach einer weiteren Spalte sortieren: Umschalttaste gedrückt halten und das Symbol anklicken.                   |                                                      |
| [Jahr] | Fehlende Jahresangabe ergänzt.                       |
| Ort | Bei mehreren Orten wird nur ein Ort angegeben.       |
| Verlag | Bei mehreren Verlagen wird nur ein Verlag angegeben. |

| Jahr   | Werk | Ort                  | Verlag                               | Illustration                                                | Seiten- zahl |
| ------ | --- | -------------------- | ------------------------------------ | ----------------------------------------------------------- | ------------ |
| [1920] | Die Arche Noah: Geschichten für große und kleine Leute, die Tiere lieb haben.                                                 | Stuttgart            | Perthes                              | Josef Mauder                                                | 113          |
| [1922] | Hans Martin und sein Dorle: Die Geschichte einer Kinderfreundschaft.                                                          | Gotha                | Perthes                              | Peter Staiger                                               | 142          |
| 1924   | Aus des lieben Gottes Buch: Märchen und Legenden.                                                                             | Stuttgart            | Perthes                              | Georg Fischer                                               | 90           |
| [1925] | Peterles Pate: Ein Märchen vom Wald und von allem, was drin lebt und webt.                                                    | Stuttgart            | Perthes                              |                                                             | 165          |
| [1925] | Gute Fahrt. Sonntagsgedanken, Band 7, herausgegeben von Hedwig Lohß.                                                          | Stuttgart            | Verlag des Evangelischen Volksbundes | Erika Hansen                                                | 48           |
| 1926   | Das Wunderbuch für unsere Kleinen: Die erste Einführung in Welt und Weltall.                                                  | Stuttgart            | Perthes                              | Eugen Oßwald                                                | 223          |
| [1928] | Träumerle: Die Hofbäuerin; zwei Erzählungen für junge Mädchen.                                                                | Stuttgart            | Union                                |                                                             | 143          |
| 1928   | Das Wunderbuch Zoologischer Garten für unsere Kleinen: Die erste Einführung in die Tierwelt.                                  | Stuttgart            | Perthes                              | Eugen Oßwald                                                | 204          |
| [1928] | Zeichenspiele mit Versen für die Kleinen.                                                                                     | Ravensburg           | O. Maier                             |                                                             | 32           |
| [1929] | Ursels Abenteuer: Erzählungen für die Jugend.                                                                                 | Stuttgart            | Union                                | H. R. Pfeiffer                                              | 171          |
| 1930   | Das Wunderbuch der Kinderspiele: Ein Geschichten-, Spiel- und Bastelbuch. Mit einem Verwandlungsbuch.                         | Stuttgart            | Perthes                              | R. Herdtle Anne Haarer Erika Hansen                         | 216          |
| 1931   | Womba die Schildkröte: Eine Geschichte aus Urwald und Kleinstadt.                                                             | Stuttgart            | Perthes                              | Martha Welsch                                               | 167          |
| 1932   | Aus meim Schwalbanescht: [Gedichte].                                                                                          | Stuttgart            | Bonz & Comp.                         |                                                             | 63           |
| [1932] | Heiners Ferien: [Erzählungen].                                                                                                | Stuttgart            | Quell-Verlag                         |                                                             | 16           |
| 1933   | Das Regenbogenschüsselchen: Erzählung.                                                                                        | Stuttgart            | Quell-Verlag                         |                                                             | 16           |
| 1934   | Benedikt, der Geißbub Benedikt, der Geißbub: eine Sage aus alter Zeit; Erzählung.                                             | Stuttgart            | Gundert                              | Otto Palmer                                                 | 60           |
| 1934   | Von Blumen, Bäumen und fröhlichen Gesellen: Geschichten und Reime.                                                            | Stuttgart            | Perthes                              | Tamara Ramsay                                               | 147          |
| [1935] | Der blinde Weidenhofbauer. | Stuttgart            | Quell-Verlag                         |                                                             | 16           |
| 1936   | Alt-Stuttgarter Geschichten und Sagen: neu erzählt von Hedwig Lohß.                                                           | Stuttgart            | Steinkopf                            | Alfred Hugendubel                                           | 222          |
| 1936   | Die Kinder vom See: Eine Erzählung für Buben und Mädel.                                                                       | Stuttgart            | Herold-Verlag                        |                                                             | 77           |
| 1937   | Wo ist Isolde?: eine lustige Geschichte von 4 Kindern und einer Katze.                                                        | Stuttgart            | Herold-Verlag                        | Ernst Kutzer                                                | 77           |
| [1937] | Der Bärenjunge. | Stuttgart            | Christliches Verlagshaus             |                                                             | 31           |
| 1938   | Hildegund und Hilduf. | Stuttgart            | ?                                    |                                                             | ?            |
| 1938   | Stuttgart, du Heimatstadt im Tale …: Ein buntes Bilderbuch.                                                                   | Stuttgart            | Steinkopf                            | Alfred Hugendubel                                           | 204          |
| 1939   | Der Schneemann: Eine Weihnachtsgeschichte.                                                                                    | Wuppertal            | Kiefel                               |                                                             | 31           |
| [1939] | Tonio der Zirkusjunge: Erzählung.                                                                                             | Stuttgart            | Christliches Verlagshaus             | Karl Vöster                                                 | 31           |
| 1939   | Weihnachtslichter: drei Weihnachtserzählungen.                                                                                | Stuttgart            | Christliches Verlagshaus             |                                                             | 79           |
| 1940   | Die Kameraden: Eine Erzählung für Kinder.                                                                                     | Wuppertal-Barmen     | Kiefel                               |                                                             | 16           |
| 1940   | Konrad, der Narr: Eine Erzählung für Jungens und Mädels.                                                                      | Wuppertal-Barmen     | Kiefel                               |                                                             | 16           |
| [1940] | Weihnachtsgewitter: Eine Erzählung.                                                                                           | Wuppertal-Barmen     | Kiefel                               |                                                             | 32           |
| 1941   | Der Geißbub von Tanöben: Eine Erzählung.                                                                                      | Wuppertal-Barmen     | Kiefel                               |                                                             | 32           |
| 1941   | Große Freud’ am kleinen Tier: Häusliche Erlebnisse mit allerlei Kriechzeug, mit Igeln und lustigen Vögeln.                    | München              | Knorr & Hirth                        |                                                             | 105          |
| 1941   | Schimmele. | Stuttgart            | Franckh                              | Wilhelm Plünneke Artur Mrockwia                             | 152          |
| 1941   | Vom Christele, das gern ein Christoph werden wollte: Eine Weihnachtserzählung.                                                | Wuppertal-Barmen     | Kiefel                               |                                                             | 32           |
| 1941   | Vom Peter und seinem Schnauzel: Eine Erzählung.                                                                               | Wuppertal-Barmen     | Kiefel                               |                                                             | 32           |
| [1946] | Vom Heimfinden und andere Erzählungen.                                                                                        | Stuttgart            | Christliches Verlagshaus             |                                                             | 79           |
| 1948   | Die Geschichte vom Hund Treff: Erzählung.                                                                                     | Stuttgart            | Christliches Verlagshaus             | Karl Vöster-Heim                                            | 30           |
| 1948   | Im Lichterglanz der heil’gen Nächte.                                                                                          | Lahr                 | Kaufmann                             | Andreas Meier                                               | 48           |
| 1949   | Lore: Eine Geschichte aus der Zeit des dreissigjährigen Krieges.                                                              | Lahr/Baden           | Kaufmann                             |                                                             | 16           |
| 1949   | Das Schäflesdorle: Großvaters schönste Geschichte.                                                                            | Stuttgart            | Verlag Junge Gemeinde                | Elisabeth Schmidt-Stäbler                                   | 24           |
| 1949   | Das Kinderjahrbuch: Erzählungen, Gedichte, Rätsel, Spiele und Bastelanleitungen gesammelt und herausgegeben von Hedwig Lohss. | Lahr/Baden           | Kaufmann                             | Elisabeth Dinkelacker                                       | 174          |
| 1950   | Die goldene Wiese: Geschichten von Blumen, Bäumen und fröhlichen Gesellen.                                                    | Reutlingen           | Ensslin & Laiblin                    | Hans Baumhauer                                              | 211          |
| [1950] | Johann Sebastian Bach. | Lahr/Baden           | Kaufmann                             |                                                             | 16           |
| 1950   | Der Vogel Jakob: Die Geschichte eines Mannes, der einen Vogel hatte.                                                          | Stuttgart            | Steinkopf                            | Alfred Hugendubel                                           | 269          |
| 1951   | Hansel. | Stuttgart            | Christliches Verlagshaus             |                                                             | 31           |
| [1951] | Die Spinne. | Lahr/Baden           | Kaufmann                             | Horst Kühnel                                                | 16           |
| 1951   | Ursels Liebling. | Stuttgart            | Loewes Verlag                        | Heinz Schubel                                               | 171          |
| 1952   | Bruder Tier: Tiergeschichten.                                                                                                 | Stuttgart            | Christliches Verlagshaus             |                                                             | 126          |
| 1952   | Die Fahrt nach Weißenfels: Eine Geschichte aus den Kindertagen eines grossen Musikanten [Johann Sebastian Bach].              | Lahr/Baden           | Kaufmann                             | Heinz-Wilhelm Heinsohn                                      | 16           |
| 1953   | Die beiden Brüder: Eine weihnachtliche Geschichte.                                                                            | Bethel bei Bielefeld | Verlagshaus der Anstalt Bethel       |                                                             | 79           |
| 1953   | Michael und der Weihnachtshase.                                                                                               | Bethel bei Bielefeld | Verlagshaus der Anstalt Bethel       |                                                             | 7            |
| 1953   | Große Freud’ am kleinen Tier. Mit 38 Aufnahmen. 2. bedeutend erweiterte Auflage.                                              | München              | Knorr & Hirth                        | Hedwig Lohß (34 Fotos) Hermann Fischer-Wahrenholz (4 Fotos) | 175          |
| 1954   | Licht in der Dunkelheit: 2 Weihnachtserinnerungen.                                                                            | Bethel bei Bielefeld | Verlagshaus der Anstalt Bethel       |                                                             | 16           |
| 1954   | Viere aus einem Nest: Die Geschichte einer Tierfamilie.                                                                       | Stuttgart            | Christliches Verlagshaus             | Magdalena Welter                                            | 31           |
| [1955] | Armes kleines Peterle! …: Eine Weihnachtsgeschichte.                                                                          | Wuppertal-Barmen     | Kiefel                               |                                                             | 31           |
| 1955   | Maria Andreae, die erste Apothekerin.                                                                                         | Lahr/Baden           | Kaufmann                             |                                                             | 15           |
| 1957   | Dick und seine Katze. | Hannover             | Gundert                              | Karl Eckle                                                  | 61           |
| 1957   | Unser Affe Koko: Von einem Affen und zwei Kindern.                                                                            | Reutlingen           | Ensslin & Laiblin                    | Irene Schreiber                                             | 131          |
| 1959   | Ein Mädchen unterwegs: Vom Schwarzwald zur Provence.                                                                          | Reutlingen           | Ensslin & Laiblin                    |                                                             | 208          |
| 1961   | Dina und die Leute vom sonnigen Winkel.                                                                                       | Hannover             | Gundert                              | Karl Eckle                                                  | 75           |
| 1962   | Augustle oder Der Wortbruch und andere Tiergeschichten.                                                                       | Lahr                 | Kaufmann                             |                                                             | 160          |
| [1963] | „Zum Goldenen Bären“ und andere Erzählungen.                                                                                  | Stuttgart-Sillenbuch | Verlag Goldene Worte                 |                                                             | 116          |
| 1965   | Mach’s gut, Uli! | Wuppertal            | R. Brockhaus                         |                                                             | 123          |
| 1965   | Die Sonne bringt es an den Tag.                                                                                               | Metzingen            | Brunnquell-Verlag                    |                                                             | 24           |
| 1966   | Fräulein Irene und ihr Kanarienvogel.                                                                                         | Metzingen            | Brunnquell-Verlag                    |                                                             | 24           |
| 1969   | Der Hansel vom Heckenweg. | Metzingen            | Brunnquell-Verlag                    |                                                             | 24           |
| 1969   | Der Hirte und sein Hund. | Metzingen            | Brunnquell-Verlag                    |                                                             | 24           |
| 1970   | Für die Katze. | Metzingen            | Brunnquell-Verlag                    |                                                             | 24           |
| 1972   | Durchs Guckfenster: Jugenderinnerungen aus dem alten Stuttgart.                                                               | Mühlacker            | Stieglitz                            | Christine von Kalckreuth                                    | 224          |
| 1974   | Tiere in meinem Leben. | Mühlacker            | Stieglitz                            |                                                             | 231          |
| 1976   | Kreuz und quer durch acht Jahrzehnte: Erzählungen.                                                                            | Mühlacker            | Stieglitz                            |                                                             | 135          |

### Beiträge
| Spaltensortierung |
| Sortierung |
| - Eine Spalte sortieren: das Symbol im Spaltenkopf anklicken. - Nach einer weiteren Spalte sortieren: Umschalttaste gedrückt halten und das Symbol anklicken. |

| Jahr | Beitrag                                                          | Quelle                       | Seite            |
| ---- | ---------------------------------------------------------------- | ---------------------------- | ---------------- |
| 1920 | [Über die rechnenden Hunde „Rolf“ und „Seppl“].                  | #Ziegler 1920                | 6-9              |
| 1926 | Weihnachtsmärchen. Ein Weihnachtsspiel für Kinder.               | Der Schwäbische Jugendfreund | 189-191          |
| 1927 | Vom Schnee und vom Schneeglöckchen.                              | Der Schwäbische Jugendfreund | 23               |
| 1927 | Die Eule.                                                        | Der Schwäbische Jugendfreund | 37-39, 41-42     |
| 1927 | Fritz Braun, der Maikäfer.                                       | Der Schwäbische Jugendfreund | 75               |
| 1927 | Der Himmelfahrtsausflu.                                          | Der Schwäbische Jugendfreund | 83               |
| 1927 | Das geizige Büblein.                                             | Der Schwäbische Jugendfreund | 99-100           |
| 1927 | Weihnachtsahnung.                                                | Der Schwäbische Jugendfreund | 200              |
| 1927 | Störung.                                                         | Der Schwabenspiegel          | 367-368          |
| 1927 | Der harte Weg.                                                   | Der Schwabenspiegel          | 404              |
| 1927 | Die Hirten.                                                      | Der Schwabenspiegel          | 406              |
| 1927 | Meinungsverschiedenheiten.                                       | Der Schwäbische Hausfreund   | 180              |
| 1928 | Kreuzschnabellegende.                                            | Der Schwäbische Jugendfreund | 53-54,59         |
| 1929 | Eine Ostergeschichte.                                            | Der Schwäbische Jugendfreund | 49-50            |
| 1929 | Die Sage von Gryllos.                                            | Der Schwäbische Jugendfreund | 115              |
| 1929 | Königin der Nacht.                                               | Der Schwabenspiegel          | 10               |
| 1929 | Reisezeit.                                                       | Der Schwabenspiegel          | 208              |
| 1930 | Ein fröhlicher Kosttisch.                                        | Der Schwäbische Jugendfreund | 27-28            |
| 1930 | Unsere Schildkröte.                                              | Der Schwäbische Jugendfreund | 118-119          |
| 1930 | Wie der Davidle einen Bruder fand. Weihnachtserzählung.          | Der Schwäbische Jugendfreund | 201-202, 205-206 |
| 1931 | Die Prüfung der Zehn B.                                          | Der Schwäbische Jugendfreund | 1-2, 5-7         |
| 1931 | Joko. Eine seltsame Geschichte.                                  | Der Schwäbische Jugendfreund | 89-90, 93-94     |
| 1931 | Der Glücksvogel. Erzählung.                                      | Der Schwäbische Jugendfreund | 113-114, 117-119 |
| 1931 | A Gscheiter.                                                     | Der Schwäbische Jugendfreund | 152              |
| 1931 | Anton.                                                           | Der Schwäbische Jugendfreund | 153-154          |
| 1931 | Elisabeth von Thüringen. Zu ihrem 700. Geburtstag.               | Der Schwäbische Jugendfreund | 173-175          |
| 1931 | Die Sterntaler.                                                  | Der Schwäbische Jugendfreund | 194-196          |
| 1931 | Die Weihnachtslaterne.                                           | Der Schwäbische Jugendfreund | 196              |
| 1932 | Ein Bündnis.                                                     | Der Schwäbische Jugendfreund | 37-38            |
| 1932 | Das Hunderleute-Essen.                                           | Der Schwäbische Jugendfreund | 44               |
| 1932 | Als ich konfirmiert wurde.                                       | Der Schwäbische Jugendfreund | 46-47            |
| 1932 | Die Pfingstfahrt.                                                | Der Schwäbische Jugendfreund | 74-75            |
| 1932 | Der Lindauer Wein.                                               | Der Schwäbische Jugendfreund | 101-102          |
| 1932 | D' Weibertrei.                                                   | Der Schwäbische Jugendfreund | 104              |
| 1932 | Mir Schwobn!                                                     | Der Schwäbische Jugendfreund | 116              |
| 1932 | Der Ferienbub.                                                   | Der Schwäbische Jugendfreund | 121-123, 125-126 |
| 1932 | Ferienerlebnis daheim.                                           | Der Schwäbische Jugendfreund | 159-160          |
| 1932 | St. Martinstag.                                                  | Der Schwäbische Jugendfreund | 179-180          |
| 1932 | Schari. Eine Hundegeschichte.                                    | Der Schwäbische Jugendfreund | 181-182          |
| 1932 | Knecht Ruprecht. Bei einer Weihnachtsfeier in harter Zeit.       | Der Schwäbische Jugendfreund | 195              |
| 1932 | Kinderweihnacht.                                                 | Der Schwäbische Jugendfreund | 202-203          |
| 1933 | Fräulein Irene und ihr Kanarienvogel.                            | Der Schwäbische Jugendfreund | 9-10             |
| 1933 | Der Osterhase vom Spatzenhof.                                    | Der Schwäbische Jugendfreund | 57-58            |
| 1933 | Wie die Wolframshalde zu ihrem Namen kam.                        | Der Schwäbische Jugendfreund | 61-62            |
| 1933 | Hans Ungericht und das Dreibrot.                                 | Der Schwäbische Jugendfreund | 98-99            |
| 1933 | Der blaue Elefant. Eine Kindheitserinnerung zum „Kirschenpeter“. | Der Schwäbische Jugendfreund | 103              |
| 1933 | Warum die kleinen Kinder nicht gehen können.                     | Der Schwäbische Jugendfreund | 116              |
| 1933 | Eine Heldengeschichte.                                           | Der Schwäbische Jugendfreund | 149-150, 153-154 |
| 1933 | Frau Glucke.                                                     | Der Schwäbische Jugendfreund | 167              |
| 1933 | Das Spitzentuch.                                                 | Der Schwäbische Jugendfreund | 173-174          |

## Fotografie
Es ist nicht bekannt, wann Hedwig Lohß ihren ersten Fotoapparat ihr Eigen nennen durfte. Ab Oktober 1914 tauchten in dem Schwäbischen Bilderblatt, der Wochenbeilage zum Stuttgarter Neuen Tagblatt, Fotos der 23-Jährigen mit dem Urhebervermerk „Phot. H. Lohß, Stuttgart“ auf. Bis Ende 1917 veröffentlichte sie 29 Fotos einschließlich kurzer Bildunterschriften im Schwäbischen Bilderblatt. Die Motive ihrer Fotos waren:
- Kinderszenen: Ringelreihen, „Die letzten Eicheln für das Rote Kreuz“, kleine Kinder am Löwenkäfig, „Bubi schickt seinem Vater ein Paket“, kleiner Bub mit einem Hund  (ein Geschenk seines Vaters, der in Frankreich kämpfte).
- Die Heimat im Krieg: Nationaler Frauendienst, Kriegsspiele junger Buben.
- Soldaten auf Heimaturlaub: „Der Vater ist nach Haus gekommen – da hat er auf den Arm genommen – zuerst sein Kind“ (Soldat mit seinem Kind auf dem Arm), Soldaten als Helfer beim Wollewickeln, auf Heuurlaub, als Lindenblütenpflücker.
- Tierszenen:
  - „Der Seppel als Liebesgabenbote“. Hedwigs Boxer Seppel versorgte während des Ersten Weltkriegs mit dem Obstkörbchen im Maul verletzte Soldaten im Lazarett.[25]
  - „Ein Weihnachtspaketdieb“. In dem „Stillleben“ fällt Hedwigs zahmer Eichelhäher Jakob über ein Feldpostpaket her.[26]
- Reisebilder aus dem Elsass, Westende und München.
- Fotos von Ausflügen nach Beutelsbach, Schorndorf und Welzheim.

Ihre Bildunterschriften fanden das Gefallen ihres Zeitungsredakteurs, der sie ermutigte, selbst Artikel zu verfassen und Bücher zu schreiben. Sie wurde Mitarbeiterin beim Evangelischen Presseverband und der Württemberger Zeitung und veröffentlichte 1920 ihr erstes Buch.

## „Sepp, der rechnende Hund“

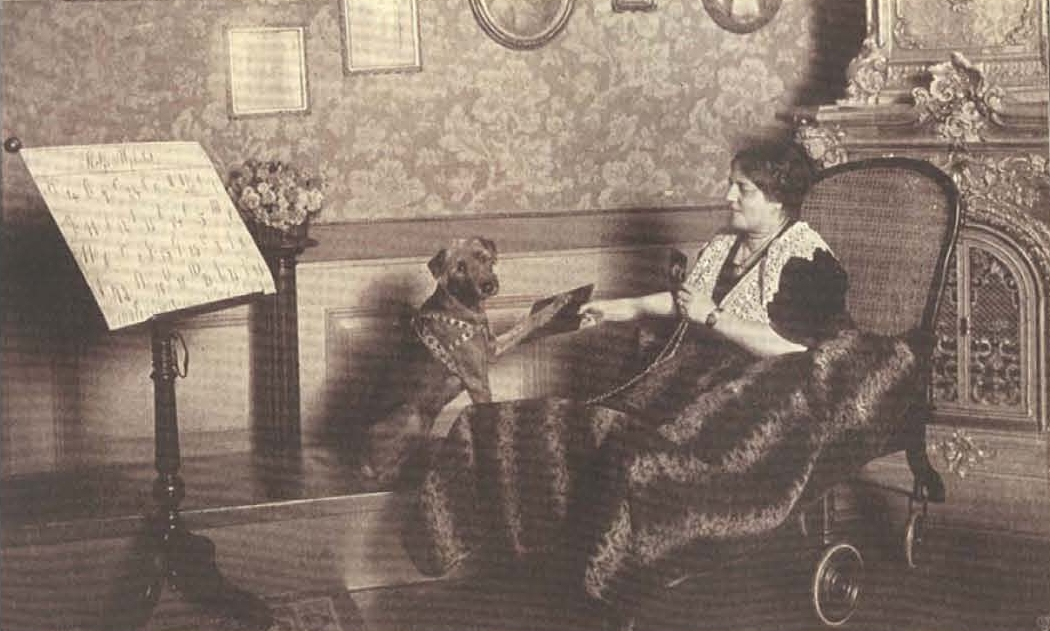
Paula Moekel unterrichtet ihren Hund Rolf, 1913

Hedwig Lohß’ Boxer Seppl war acht Jahre alt, als seine glückliche Besitzerin 1916 beschloss, ihre Tierliebe theoretisch zu untermauern und das Studium der Tiermedizin an der Landwirtschaftlichen Hochschule Hohenheim zu beginnen (das sie jedoch nicht vollendete). In einer tierpsychologischen Vorlesung des Professors Heinrich Ernst Ziegler erfuhr sie von einem rechnenden und buchstabierenden Hund in Mannheim. Ihren damaligen Standpunkt zu dieser Thematik fasste sie so zusammen:

„Bei aller Hundeliebhaberei hab ich früher doch nie so recht an das Buchstabieren, das Rechnen und Antwortgeben von Pferden und Hunden glauben können. … Einbildung, unwillkürliche Zeichengeberei, im höchsten Fall Gedankenübertragung! das war meine Ansicht.“

Sie wollte sich mit eigenen Augen überzeugen und besuchte die Familie Moekel und ihren Hund Rolf in Mannheim. Offenbar beherrschte der Hund die vier Grundrechenarten und teilte seine Rechengebnisse durch entsprechend viele Klopfzeichen mit. Mithilfe eines Zahlenalphabets gab Rolf durch Klopfzeichen sogar sinnvolle Antworten auf Fragen.

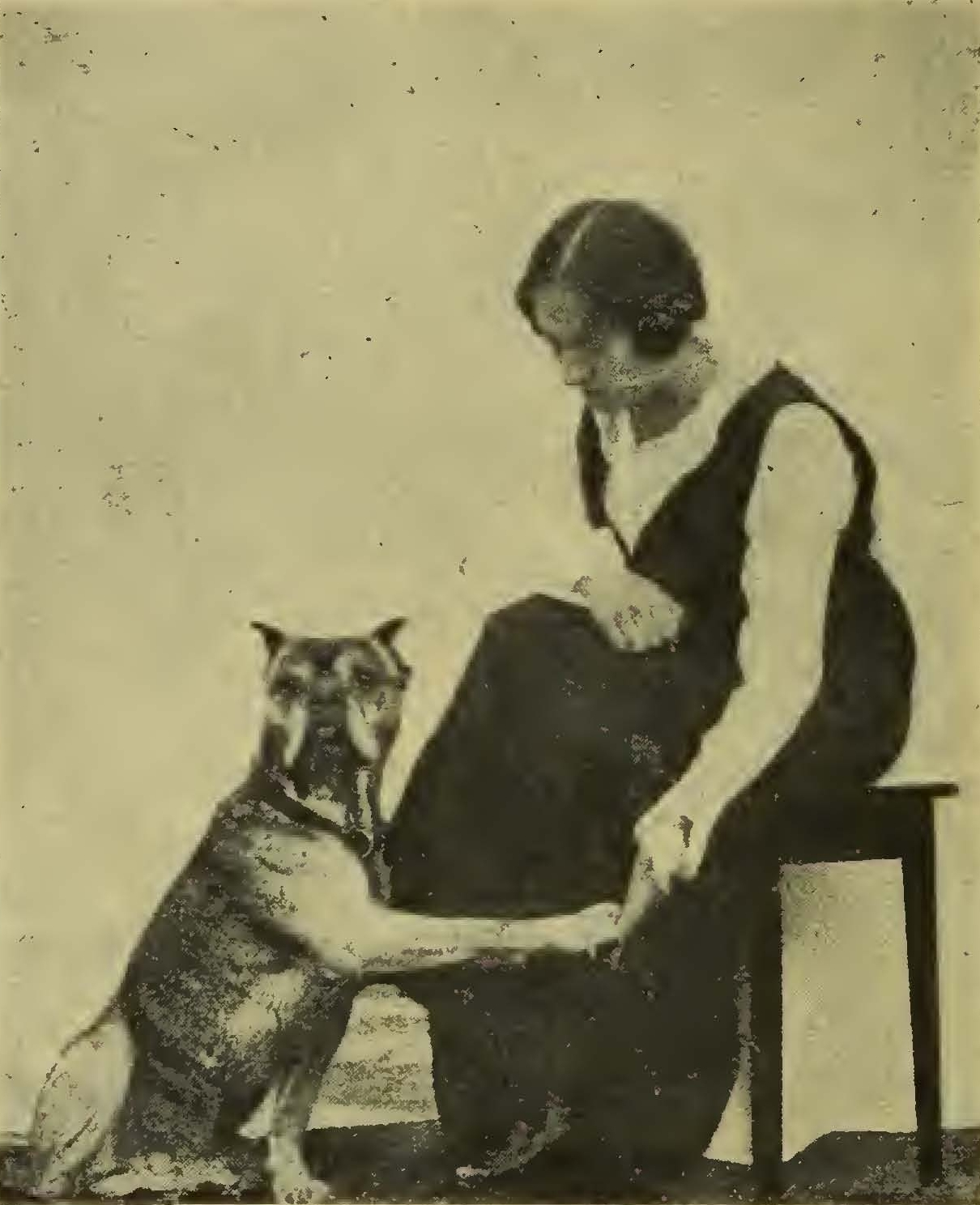
Hedwig Lohß mit dem rechnenden Seppl, 1917.

Hedwig berichtete ihrem Professor davon und begann, ihren eigenen Hund zu unterrichten. Sie schaffte es, ihrem Hund das Rechnen beizubringen und sich mit ihm zu unterhalten, indem sie ihm Fragen stellte, die er durch Klopfzeichen beantwortete. Allerdings erfasste sie tiefes Misstrauen, ob sie dem Hund nicht etwa durch ihr unbewusstes Verhalten die gewünschten Antworten vorgab. Als Seppl jedoch von sich aus den Satz WILIGARNIMRDA klopfte, erkannte sie erst nach einigem Nachdenken den Sinn der von ihr nicht vorgedachten Mitteilung: „Willi gar nimmer da“ (ihr Bruder Willi hatte tags zuvor seinen Fronturlaub beendet). Dies überzeugte sie, dass nicht eine ihr selbst unbewusste Einflussnahme vorliegen könne.
Bereitwillig führte sie die Künste ihres Hunds jedem Interessierten vor. Dreimal präsentierte sie ihren Seppl zusammen mit ihrem Professor in Wohltätigkeitsveranstaltungen für das Rote Kreuz im Stuttgarter Königsbau vor einem Publikum von mehreren Hundert Menschen. Einer der Zuschauer, ein Baron von Moltke aus München, urteilte:

„Fräulein Lohß hatte ein hohes Maß an Selbstkritik. Als sie merkte, daß Seppl besser antwortete, wenn sie die Antwort wußte, richtete sie an den Hund immer auch eine Anzahl Fragen, deren Antwort sie nicht kannte.“

1920 brachte sie ihr erstes Buch Die Arche Noah heraus, in dem sie auch „Sepp dem rechnenden Hund“ ein Kapitel widmete. Sie schrieb darin: „Heute ist er ‚der rechnende Hund’, er stand in allen Zeitungen, bald anerkannt, bald angefeindet.“ Professor Ziegler berichtete über Hedwigs Erfolge im gleichen Jahr in den „Mitteilungen der Gesellschaft für Tierpsychologie“, in dem er ihren Bericht abdruckte.  Als sie 1976 mit ihrem Buch „Kreuz und quer durch acht Jahrzehnte“ einen Rückblick auf ihr Leben mit Tieren veröffentlichte, merkte sie etwas bitter an:

„Wieder daheim [von ihrem Besuch bei dem Mannheimer Hund Rolf], brachte ich die gleichen Künste auch meinem ‚Seppl’ bei und lud mir damit – und das fast ein Menschenalter lang – bei den Zoologen der damaligen Zeit die heftigsten Gegner auf den Hals …“

Selbst heute scheint die Fachwissenschaft noch zu keinem endgültigen Urteil über die „zahlensprechenden Tiere“ gelangt zu sein.

## Lebensweisheiten
In ihre Erzählungen über ihre Tiere streute Hedwig Lohß gerne einfache Lebensweisheiten ein. Hier eine kleine Auswahl:
- Aber was sind schon Vorsätze![35]
- Wie oft in unserem Leben macht uns ein „Zu spät!“ zu schaffen! Und wie viele Selbstvorwürfe drehen sich um diese beiden kleinen Worte.[36]
- „Futter!“ ist dabei das oberste Gesetz, das bei allen meinen Tieren zuallererst kommt und ganz groß geschrieben werden muß. Ist es bei uns Menschen viel anders –? Dreht sich nicht auch fast das ganze Denken einer Hausfrau um des Leibes Nahrung? Und – schafft nicht letzten Endes jeder, der arbeitet, nur ums tägliche Brot – einerlei, ob es nun aus Kartoffeln und Sauermilch oder aus Krebsschwänzen und Artischocken besteht, und gleichgültig, ob es in einer bescheidenen Wohnküche oder in einem luxuriösen Hotel an der Riviera eingenommen wird? Futter![37]
- Im Hof schirrte der Bauer gerade sein Pferd an. Er kehrte sich um, sah den jungen Hund, packte eine Bohnenstange, die in einer Ecke lehnte, und hieb mit dem Ende des langen federnden Steckens rasend vor Wut, als gälte es, eine gefährliche Giftschlange zu erschlagen, auf den winzigen Dackel ein. Nie vergesse ich das verzerrte Gesicht des rohen Menschen. Und immer noch habe ich den Schreckensschrei des Tierchens in den Ohren, das bisher niemals etwas Böses erlebt hatte.[38]
- Ein Hundefreund hat einmal zu mir gesagt: „Es lohnt sich, hie und da allein auszugehen bloß um beim Heimkommen die unbeschreibliche Freude des Hundes zu erleben …!“[39]
- Unser Schlupfer [Hund] hat uns allen sein Leben lang nur Freude gemacht. Ob man das von vielen Menschen sagen könnte?[40]

Es klingt wie ein Lebensmotto, wenn sie ihr Buch „Tiere in meinem Leben“ mit diesen Worten beschließt:
- Ach, liebe Leute, es kann keiner aus seiner Haut schlüpfen. Ich glaube, ich werde es niemals lassen können, jedem Tier, jedem „kleinen Bruder“, der in Bedrängnis ist, zu helfen, solange der Herrgott mir die Kraft dazu schenkt. Er hat sie mir ja auch gegeben, die Tierliebe, die Freude an all seinen Geschöpfen, und er hat mein Leben damit reicher gemacht, bunter und schöner.[41]